# Karosa C 834
Karosa C 834 (русск. [каро́са цэ о́см сет тршице́т чты́ржи]) — высокопольный междугородный автобус, производившийся в городе Високе-Мито компанией Karosa в 1997—1999 годах.

## Конструкция
Дизайн модели C 834 почти полностью идентичен Karosa C 734. Это междугородный двухосный автобус с кузовом полунесущей конструкции и двигателем за задней осью. По правому борту у модели C 834 размещены две навесных двери примерно одинакового размера. C 834 отличается от С 734 улучшенной теплоизоляцией салона, так как эта машина предназначалась для экспорта преимущественно в страны бывшего Советского Союза. Кроме того, вместо трёх вентиляторных воздухозаборников в крыше, которыми оборудовались C 734, машина оснащалась двумя люками Parabus фирмы Webasto. Внешне C 834 отличается противотуманными фарами в бампере. Начиная с 800-й серии завод стал делать в автобусах цветные поручни вместо серых в 700-й. C 834, как и остальные модели междугородней линейки, имела поручни синего цвета, городские автобусы (B 832, B 841) — красного.
Хотя автобус и имел индекс C834.1340, его агрегатная часть отличалась от C734.1340, имевшего тот же индекс модификации. Если C734.1340 имел двигатель LIAZ ML636N с интеркулером и трансмиссию Praga 5P80, то C834.1340 имел двигатель LIAZ ML636P (аналогичный тому, который ставился в более раннюю и простую модификацию C734.40), и трансмиссию Praga 5P115 (которая ставилась в Karosa C734.1345).

## Производство
Серийное производство было запущено в 1997 году и прекращено в 1999, когда в страны бывшего СССР был начат экспорт моделей 900-й серии. Всего было изготовлено 36 машин.
Так как некоторые импортёры из-за трудного финансового положения были вынуждены отменить заказы, автобусы, не попавшие на экспорт, были выкуплены перевозчиками Чехии и Словакии. На настоящий момент в Чехии осталось 2 действующих автобуса Karosa C 834, в Словакии последний был выведен из эксплуатации в июне 2012 года.